# حور أبيض
الحَوْر الأبيض (باللاتينية: Populus alba L) أحد أنواع الحور، ينتمي للفصيلة الصفصافية. يكثر في إسبانيا والمغرب وأوروبا الوسطى (شمال ألمانيا وبولندا) وآسيا الوسطى. وهو ينمو في المجالات الرطبة، ويفضل المناطق الحارّة صيفًا والباردة أو المعتدلة شتاءً. شجرة الحور الأبيض من الأشجار النفضية متوسطة الحجم، يصل ارتفاعها إلى 16-27 متر (نادرا ما تتجاوزه)، كما يصل قطر جذعها إلى 1 متر. لحائها أملس ومخضرّ يميل إلى الأبيض أو الرمادي، ويتميز ببقع معيّنيّة الشكل داكنة على الأشجار اليافعة، وتصبح مسودّة منشقّة في قاعدة الأشجار المسنّة.

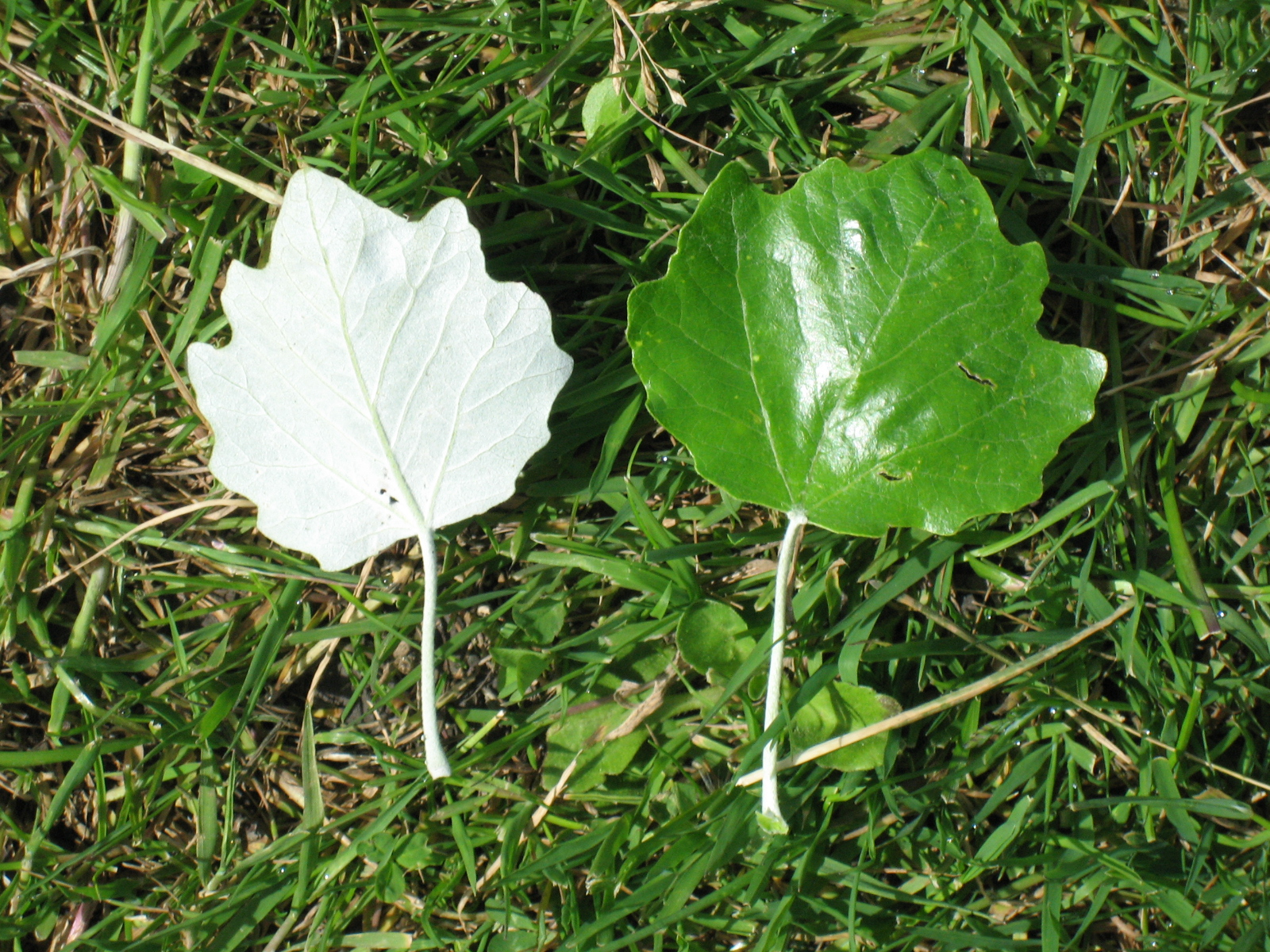
الوجه الأعلى والأسفل لورقة حور أبيض
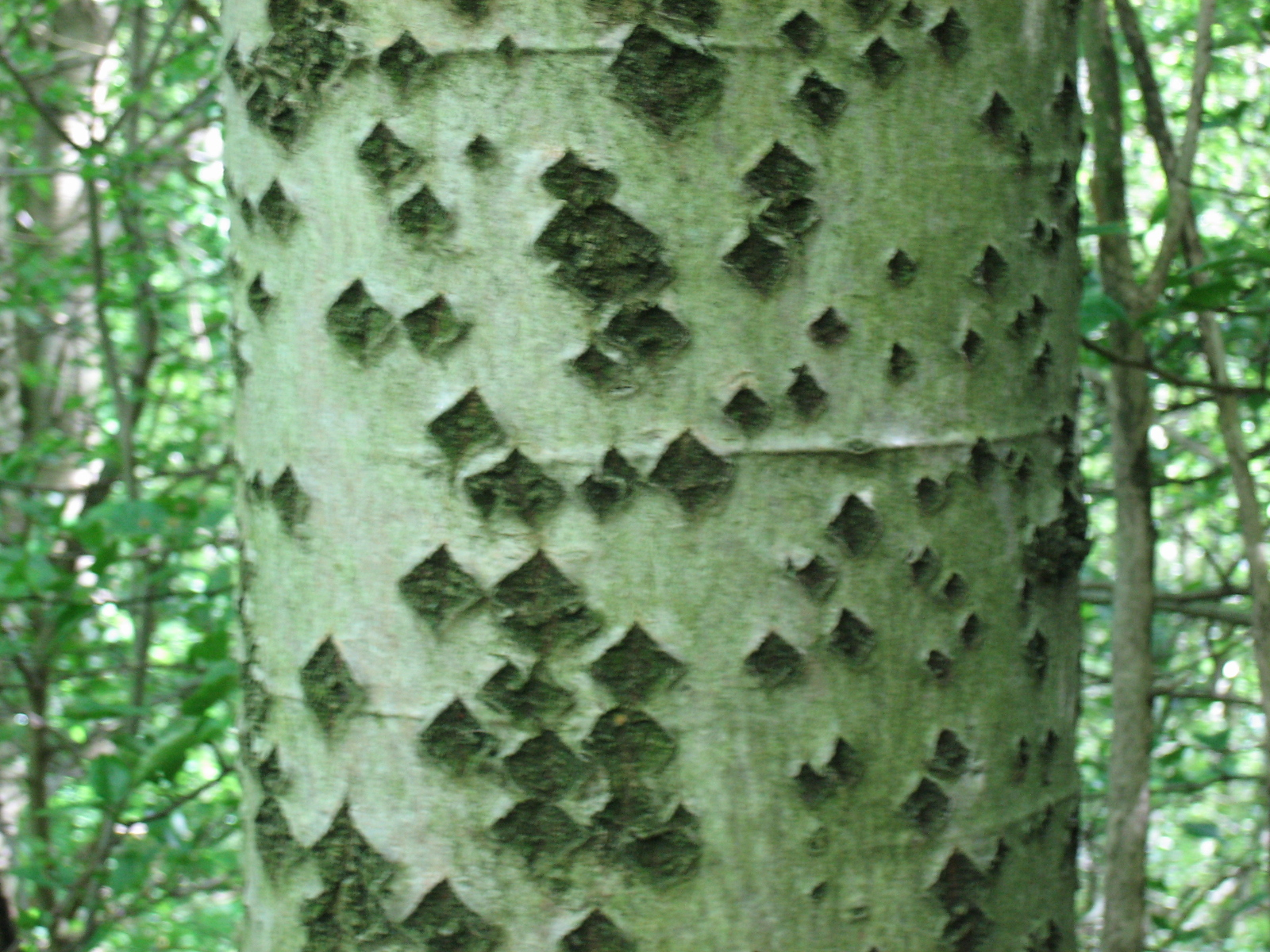
البقع المعيّنيّة الشكل الداكنة على جذع شجرة حور أبيض يافعة
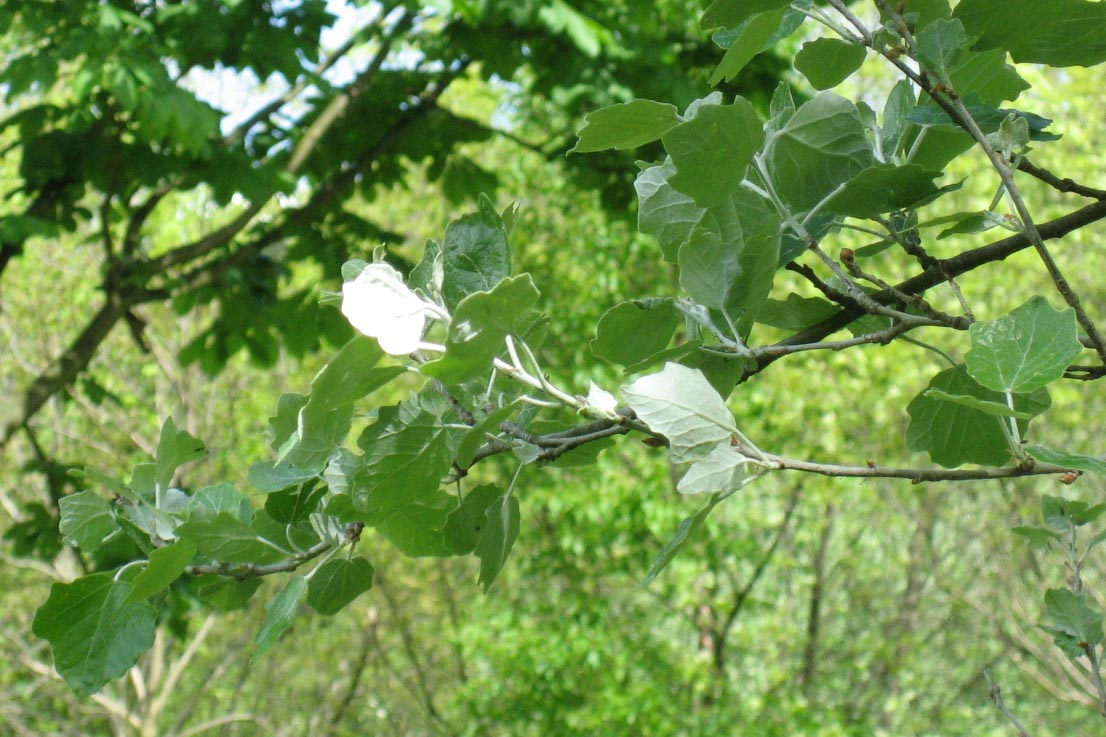
أغصان الحور الأبيض
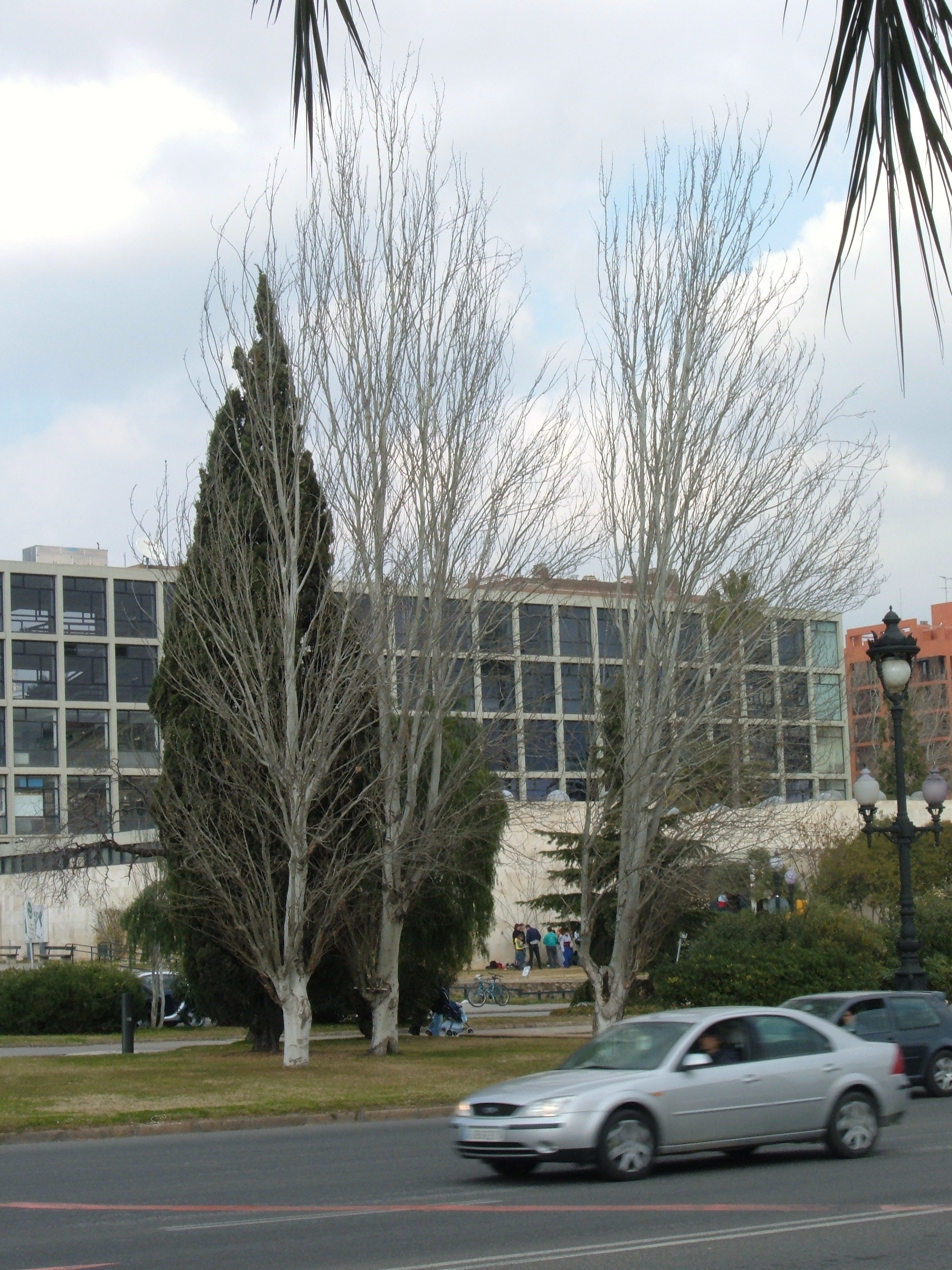
شجرتا حور أبيض في الشتاء (بدون أوراق)
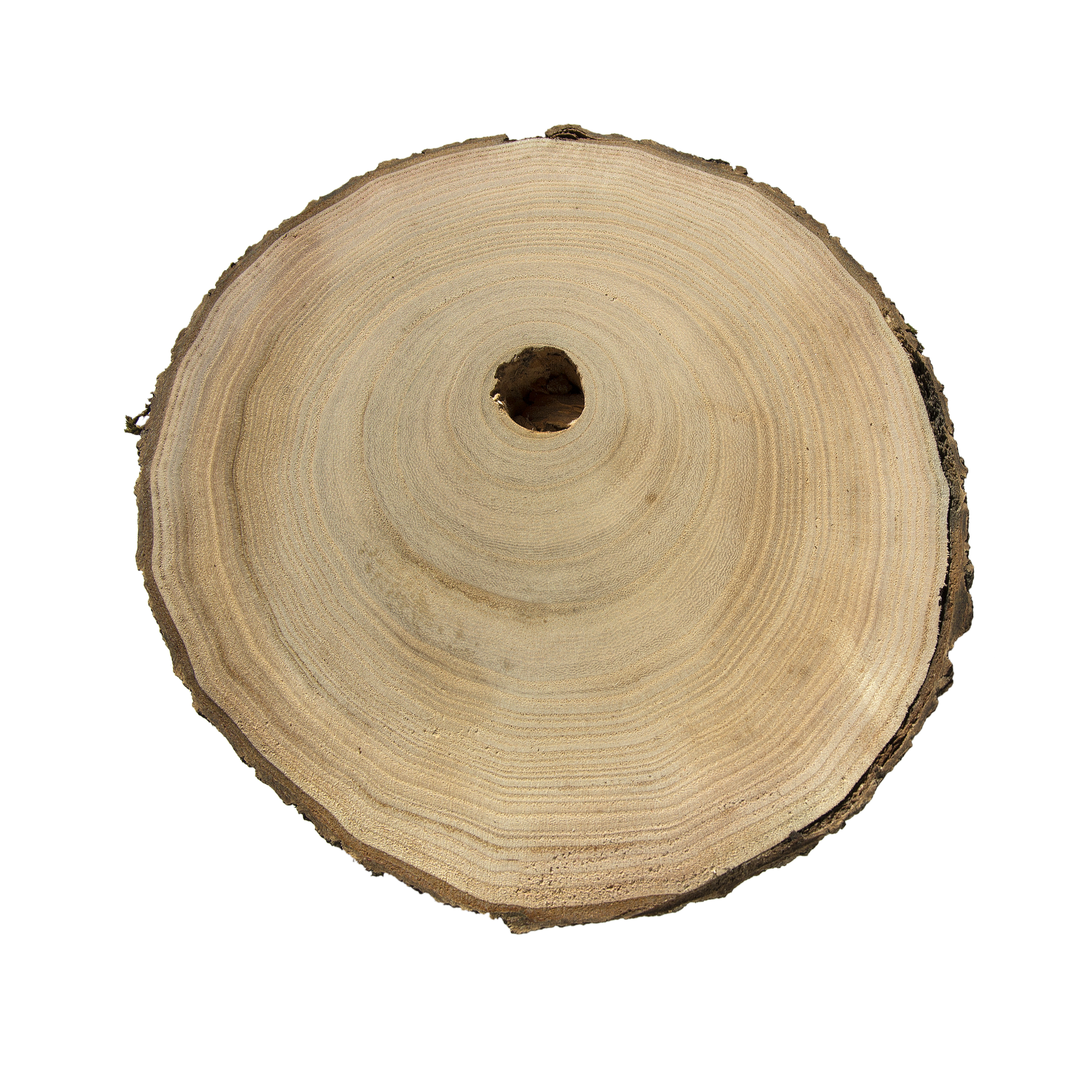
خشب الحور الأبيضا
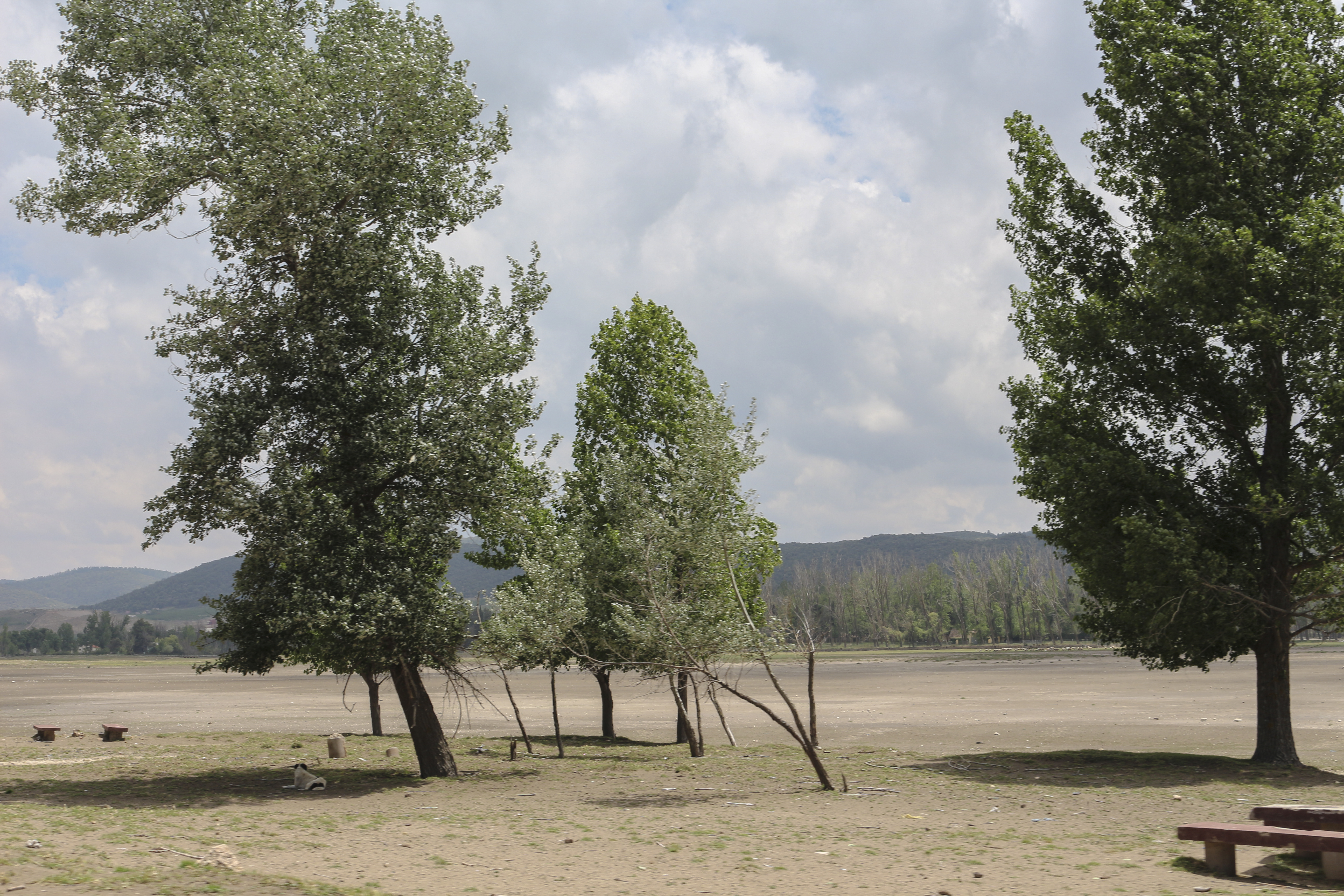
أشجار الحور الأبيض من بحرية ضاية عوا بالمغرب
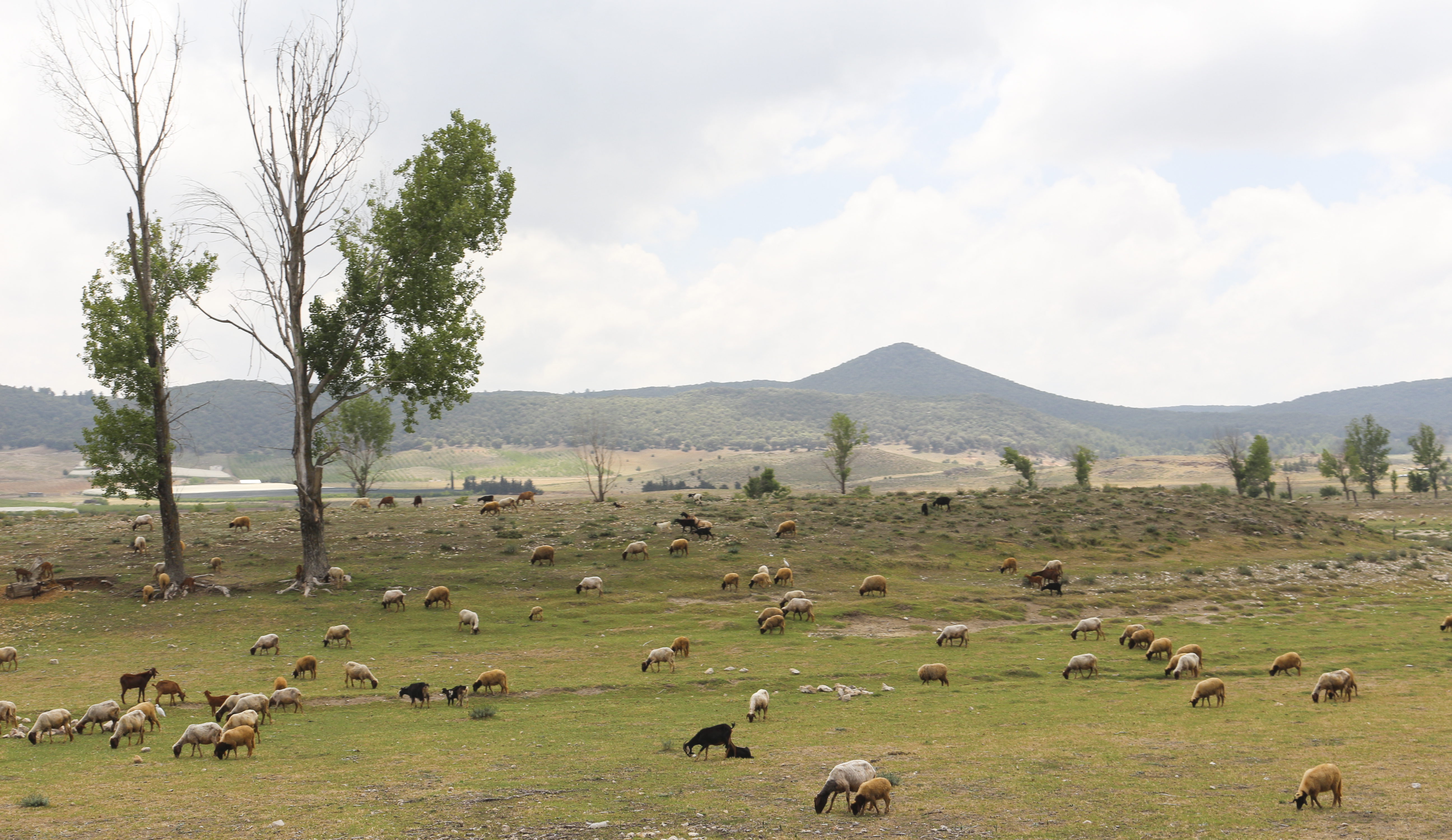
أشجار الحور الأبيض من بحرية ضاية عوا بالمغرب